# Octavus Roy Cohen
Octavus Roy Cohen (* 26. Juni 1891 in Charleston, South Carolina; † 6. Januar 1959 in Los Angeles, Kalifornien) war ein US-amerikanischer Jurist und Schriftsteller.

## Leben
Cohen stammte aus einer alten jüdischen Familie. Er besuchte u. a. die Porter Military Academy seiner Heimatstadt und im Anschluss daran absolvierte er in Clemson ein Studium der Rechtswissenschaften an der Clemson University. Nach erfolgreichem Abschluss seines Studiums arbeitete er als freier Mitarbeiter für verschiedene Zeitungen und Zeitschriften, wie „The Charleston News and Courier“, „The Bayonne Times“, „Newark Morning Star“ u. a. Aber erst seine humoristischen Glossen, die regelmäßig in „The Saturday Evening Post“ erschienen, machten ihn auch überregional bekannt.
1913 wurde Cohen als Anwalt für den Staat South Carolina zugelassen. Die folgenden zwei Jahre wirkte er als Anwalt und publizierte in dieser Zeit nur noch seine Beiträge in der Evening Post. 1914 heiratete er Inez Lopez und hatte auch einen Sohn.  1915 gab er seine Arbeit als Anwalt auf und widmete sich dann zeit seines Lebens nur noch dem Schreiben.
Mit 67 Jahren starb Octavus Roy Cohen am 6. Januar 1959 in Los Angeles und fand dort auch seine letzte Ruhestätte.

## Rezeption
Unter den unterschiedlichsten Protagonisten, die Cohen für sein literarisches Werk erfunden hatte, waren zwei – beim Publikum wie auch bei der offiziellen Literaturkritik – überaus beliebt: Florian Slappey, der „Beau Brummell“ aus Birmingham, Alab., ein Nachkomme ehemaliger Sklaven und ausgesprochener Dandy, und James H. Hanvey, ein Privatdetektiv, der sich durchaus als Vorlage von Nero Wolfe (Rex Stout) sehen lässt.

## Werke (Auswahl)
Jim Hanvey Zyklus
- Jim Havey, detective. 1923.
- Scrambled Yeggs. 1934.
- The May Day mystery. 1929.
- Star of earth. 1932.
- Backstage mystery. 1930.

Florian Slappey Zyklus
- Florian Slappey. 1938.
- Florian Slappey goes abroad. 1928.
- Carbon Copies. 1932.

Humoristisches
- Polished ebony. 1919.
- Gray dusk. 1920.
- Come seven. 1920.
- Highly coloured. 1921.
- Midnight. 1922.

## Verfilmungen
- 1933 E. Mason Hopper (Regie): Curtain at eight (nach dem Roman „The Backstage mystery“).
- 1937 Phil Rosen (Regie): Jim Hanvey, detective (frei nach dem gleichnamigen Roman).